# Kawaii

Šinkansen ozdobený Pokémonem

Kawaii (かわいい, výslovnost [kaɰaiꜜi]; „roztomilý“, nebo „rozkošný“) je v Japonsku kultura roztomilosti. Výraz se může vztahovat na předměty, lidi nebo vymyšlené postavy, kteří jsou okouzlující, zranitelní, plaší nebo dětští. Mezi příklady uveďme roztomilý rukopis, určité žánry manga a postavy jako Hello Kitty a Pikachu.
Kultura roztomilosti neboli estetika kawaii se stala prominentním aspektem japonské populární kultury, zábavy, oblečení, jídla, hraček, osobního vzhledu a manýry.

## Etymologie
Slovo kawaii pochází původně z fráze 顔映し kao hajuši, což doslova znamená „(něčí) tvář hoří“, obvykle se používá k označení červenání tváře. Druhý morfém je příbuzný s částí -baju v mabajui (眩い,目映い nebo 目映ゆい) „oslňující, příliš jasný, oslnivě krásný“ (MA je od 目 me „oko“) a částí -haju v omohajui (面映い nebo 面映ゆい) „rozpačitý, trapný, v rozpacích“ (omo- je od 面 omo, archaické slovo pro „tvář, vzhled, rysy; povrch; obraz„). Postupem času se význam slova přeměnil na „roztomilý“ a výslovnost se změnila na かわゆい kawajui a pak na moderní かわいい kawaii . Nejčastěji se slovo piše v hiraganě jako かわいい .

## Dějiny

### Původní definice

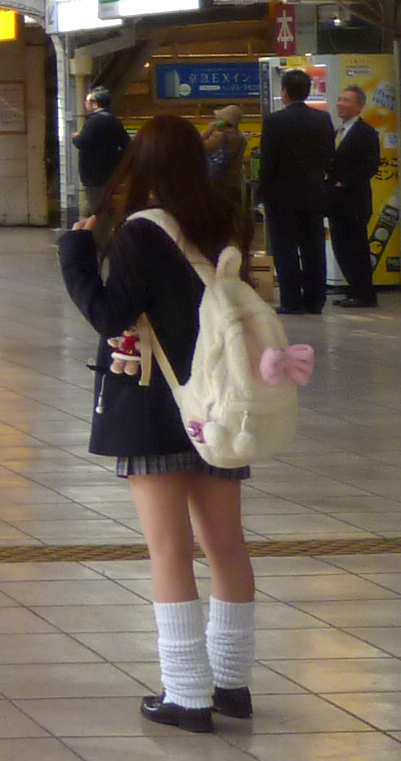
Dívka oblečená ve stylu Kogal, (podle typické, velice krátké minisukně). Baťůžek a medvídek jsou ve stylu kawaii.

V původním významu se kawaii objevuje v románu z 11. století Příběh prince Gendžiho od vznešené paní Murasaki, kde toto slovo znamená „opovrženíhodné vlastnosti“. Kromě standardních významů „rozkošný“ a „žalostný“ se formy kawaii a jejich deriváty kawaisō a kawairašii (s příponou -rašii „-ný, -lý“) používají v moderních dialektech jako „trapné, ostudné“ nebo „dobré, pěkné, jemné, vynikající, skvělé, obdivuhodné “.

### Roztomilý rukopis
Vzestup roztomilosti v japonské kultuře nastal v 70. letech, kdy se stal součástí nového stylu psaní. Mnoho dospívajících dívek začalo psát zleva doprava pomocí mechanických tužek. Na rozdíl od tradičního japonského písma, které mělo nestejnou tloušťku znaků a psalo se od shora dolů, těmito tužkami bylo možné psát velmi slabé linky. Dívky také psaly velkými kulatými znaky a ke svému psaní přidávaly malé obrázky, jako jsou srdíčka, hvězdičky, emotikony a písmena latinské abecedy. Obrázky byly náhodně vložené do textu a jejich čtení bylo obtížné. Tento styl psaní vyvolal mnoho kontroverzí a byl na mnoha školách zakázán. Během 80. let však bylo toto nové „roztomilé“ psaní převzato časopisy a komiksy a začalo se objevovat na obalech a v textech reklam.

### Roztomilé zboží
Tomojuki Sugijama (杉山奉文), říká, že roztomilou módu v Japonsku lze najít už v období Edo v podobě populárních figurek necuke.
Tomuto rostoucímu trendu roztomilosti vyšly vstříc společnosti jako Sanrio, která uvedla na trh postavičku kočičky Hello Kitty. Ta slavila okamžitý úspěch a posedlost roztomilým pokračovala i v jiných oblastech. Nedávno představila firma Sanrio kawaii postavy, které osloví starší publikum – Gudetama a Aggretsuko. V 80. letech se objevila postava Seiko Matsuda. Ženy začaly napodobovat její roztomilý módní styl a manýry, které zdůrazňovaly bezmocnost a nevinnost mladých dívek. Trh s roztomilým zbožím původně ovlivňovaly japonské dívky ve věku 15 až 18 let, ale v dnešní době tyto produkty přijímají lidé všech věkových skupin.

## Estetika

### Genderové chování
Japonské ženy, které napodobují kawaii chování (např. vysoký hlas, vřískavý chichot), které lze považovat za vynucené nebo neautentické, se nazývají burikko. Toto chování spadá pod genderové chování.

### Fyzická přitažlivost
V Japonsku je být roztomilý běžné jak pro muže, tak i pro ženy. Existoval například trend, kdy si muži holili nohy, aby napodobili neotenický vzhled. Japonské ženy se často snaží jednat roztomile, aby upoutaly pozornost mužů. Ženy také často nasazují nevinný výraz, aby ještě více tuto myšlenku roztomilosti podtrhly. Mít velké oči je jeden aspekt, který patří k nevinnosti, proto se mnoho japonských žen pokouší změnit velikost svých očí. K vytvoření této iluze ženy nosí velké kontaktní čočky, falešné řasy, používají dramatické oční stíny a dokonce podstupují východoasijskou blefaroplastiku, běžně známou jako plastika očních víček.

### Idoly

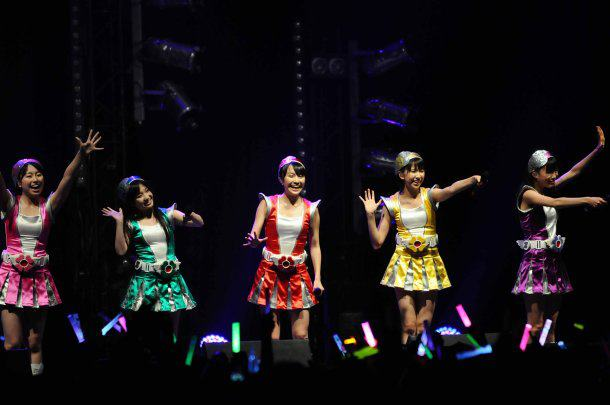
Momoiro Clover Z vystupují na Japan Expo

Idoly (アイドル, aidoru) jsou mediální osobnosti ve věku dospívajících (teens a twenties), které jsou považovány za zvláště atraktivní nebo roztomilé a které se po dobu několika měsíců nebo i několika let pravidelně objevují v hromadných sdělovacích prostředcích, např. jako zpěváci popových skupin, jako televizní osobnosti (tarento) nebo jako modelky/modelové ve fotografických přílohách v časopisech, reklamách atd. (ne každá mladá celebrita je považována za idol -  ty, které si chtějí pěstovat vzpurnou image, např. mnoho rockových muzikantů, nálepku „idol“ odmítají). Speed, Morning Musume, AKB48 a Momoiro Clover jsou příklady populárních skupin idolů v Japonsku v letech 2000 a 2010.

### Roztomilá móda

#### Lolita

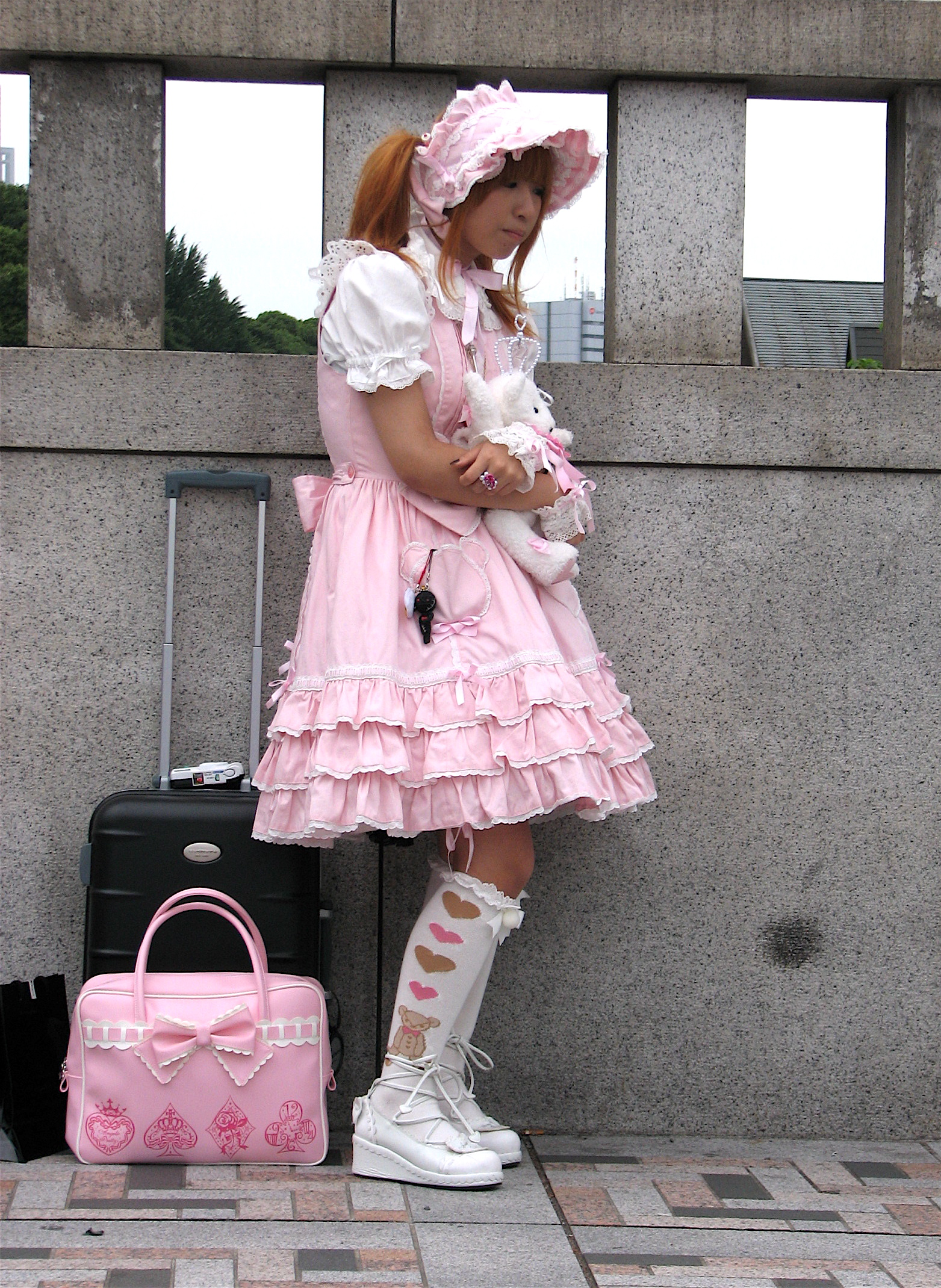
Sladká móda Lolita v Japonsku

Móda Lolita je v Japonsku velmi známým a nepřehlédnutelným stylem. Dívky mísí prvky viktoriánské módy a rokoka se svými vlastními nápady a s gotickým stylem, aby tak dosáhly vzhledu porcelánové panenky. Dívky, které se oblékají ve stylu Lolita, se snaží vypadat roztomile, nevinně a krásně. Dosahují tohoto vzhledu použitím krajek, stuh, volánků, viktoriánského spodního prádla (bloomers), zástěr a nabíraných spodniček. Slunečníky, robustní podpatky ve stylu Mary Jane (styl bot) a límce ve stylu Bo Peep jsou také velmi populární.
Sweet Lolita je podmnožinou módy Lolita, která zahrnuje ještě více stuh, mašlí a krajek a často využívá pastelových a jiných světlých barev. Další podmnožinou módy Lolita související se „sladkou Lolitou“ je víla Kei. Velmi běžné jsou také pokrývky hlavy jako obří mašle nebo dámské kloboučky.
Na šaty se používají látky se vzorem ovoce, květin a sladkostí. Kabelky jsou tvarovány jako srdíčko, jahoda nebo jako vycpaná zvířata.

#### Styl Decora

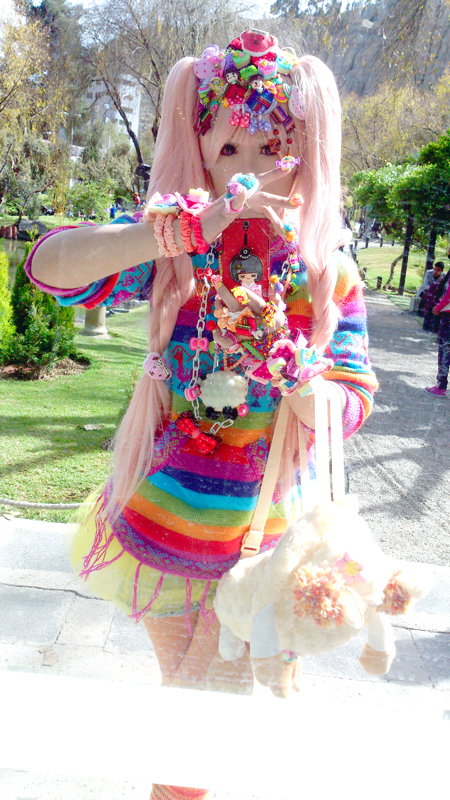
Příklad módy Decora

Decora je styl, který se vyznačuje tím, že používá spoustu „dekorací“. Cílem této módy je stát se co nejzářivějším a nejcharakterističtějším. Nosí se doplňky, jako vícebarevné sponky do vlasů, náramky, prsteny, náhrdelníky atd. Nositelé této módy mají dětský vzhled. Ke stylu patří také hračky a vícebarevné oblečení.

#### Kawaii muži
Ačkoli kawaii je typicky ženská móda, existují muži, kteří tento trend následují. Nosí paruky, falešné řasy, nanáší na sebe make-up a nosí kawaii ženské oblečení. To se týká hlavně mužských entertainerů (bavičů), jako je třeba DJ Torideta-san.
Japonské popové hvězdy a herci mají často delší vlasy, například Takuja Kimura z SMAP. Muži často usilují o neotenický vzhled.

### Výrobky
Koncept Kawaii měl vliv na celou řadu produktů včetně cukrovinek, jako jsou Hi-Chew, Koala's March a Hello Panda. Roztomilost se dá k výrobkům přidat pomocí srdíček, květin, hvězdiček nebo duhy. Roztomilé prvky lze nalézt v Japonsku téměř všude, od velkých podniků po malé obchůdky, ve státní správě i na městských úřadech. Mnoho společností, velkých i malých, používá roztomilé maskoty, aby veřejnosti představili své zboží a služby. Například:

Nippon Airways Boeing 747 v Pokémonské „uniformě“

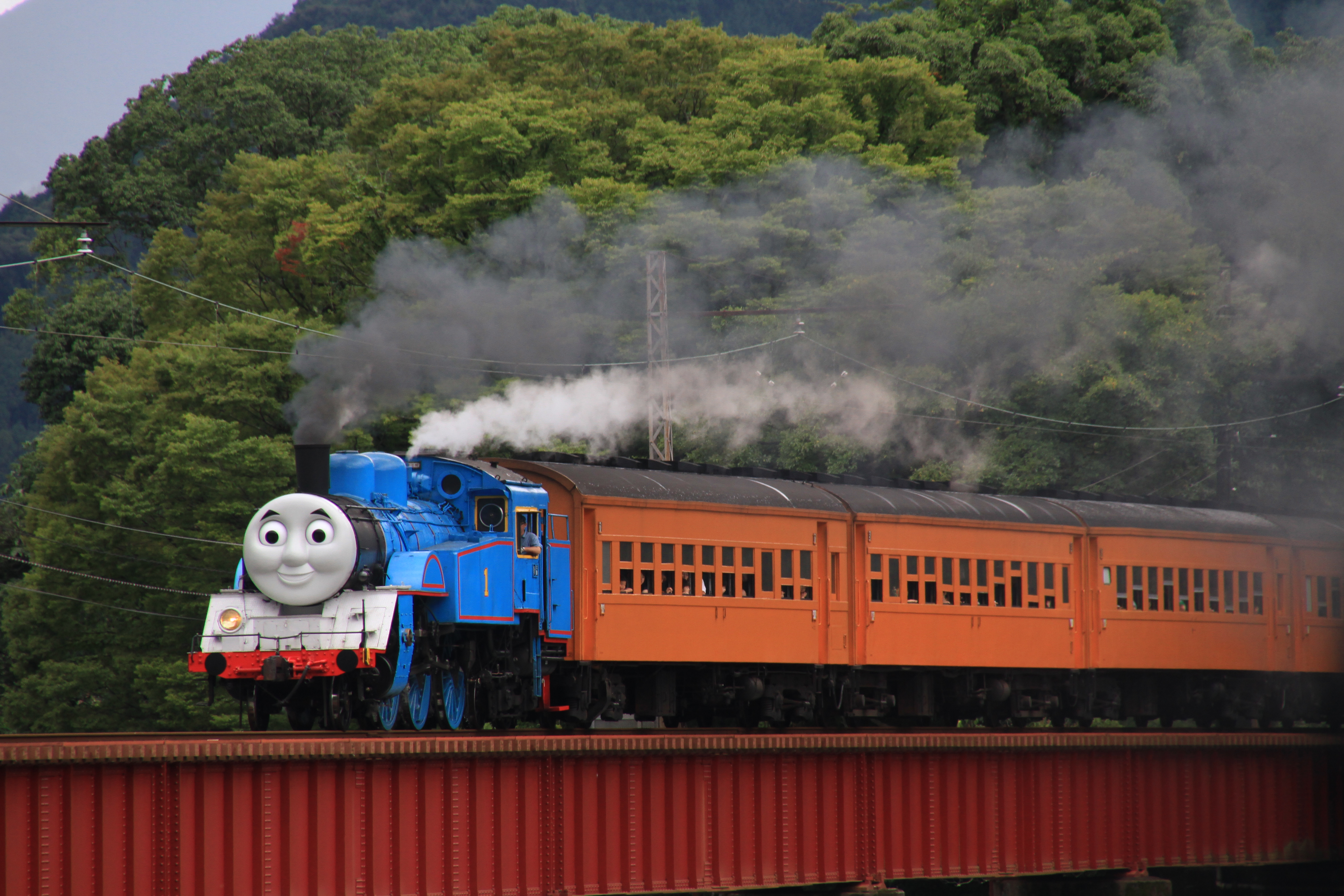
Lokomotiva JNR třídy C11 byla přemalována na Thomas Tank Engine, Japonsko, 2014

- Pikachu je postava z Pokémona, která zdobí stranu deseti proudových letadel ANA, Pokémon Jets.
- Asahi Bank použila na některé ze svých bankomatů a kreditních karet Miffy (Nijntje), postavu z nizozemské série obrázkových knih pro děti.
- Prefektury Japonska, stejně jako mnoho měst a kulturních institucí, má roztomilé maskoty známé jako juru-čara, které slouží k propagaci cestovního ruchu. Kumamon, maskot prefektury Kumamoto, a Hikonjan, maskot města Hikone, patří mezi nejoblíbenější.[23]
- Maskot Japonské pošty „Jū-Pack“ vypadá jako stylizovaná poštovní schránka.[24]
- Některé policejní síly v Japonsku mají své vlastní moe maskoty, kteří někdy zdobí přední stranu kōban (malé budovy policejních stanic).
- NHK, veřejnoprávní televizní stanice, má své vlastní roztomilé maskoty. Maskot Domokun byl představen v roce 1998 a rychle začal žít svým vlastním životem. Objevil se v internetových memech a ve fanouškovském umění po celém světě.
- Společnost Sanrio, která stojí za Hello Kitty a dalšími podobně roztomilými postavami, provozuje tematický park Sanrio Puroland v Tokiu. Její postavičky zdobí několik letadel EVA Air Airbus A330. Výrobní řada více než 50 postaviček firmy Sanrio vydělá firmě více než 1 miliardu dolarů ročně a Sanrio je tak nejúspěšnější společností, která vydělává na roztomilém trendu.[22]

#### Dovoz

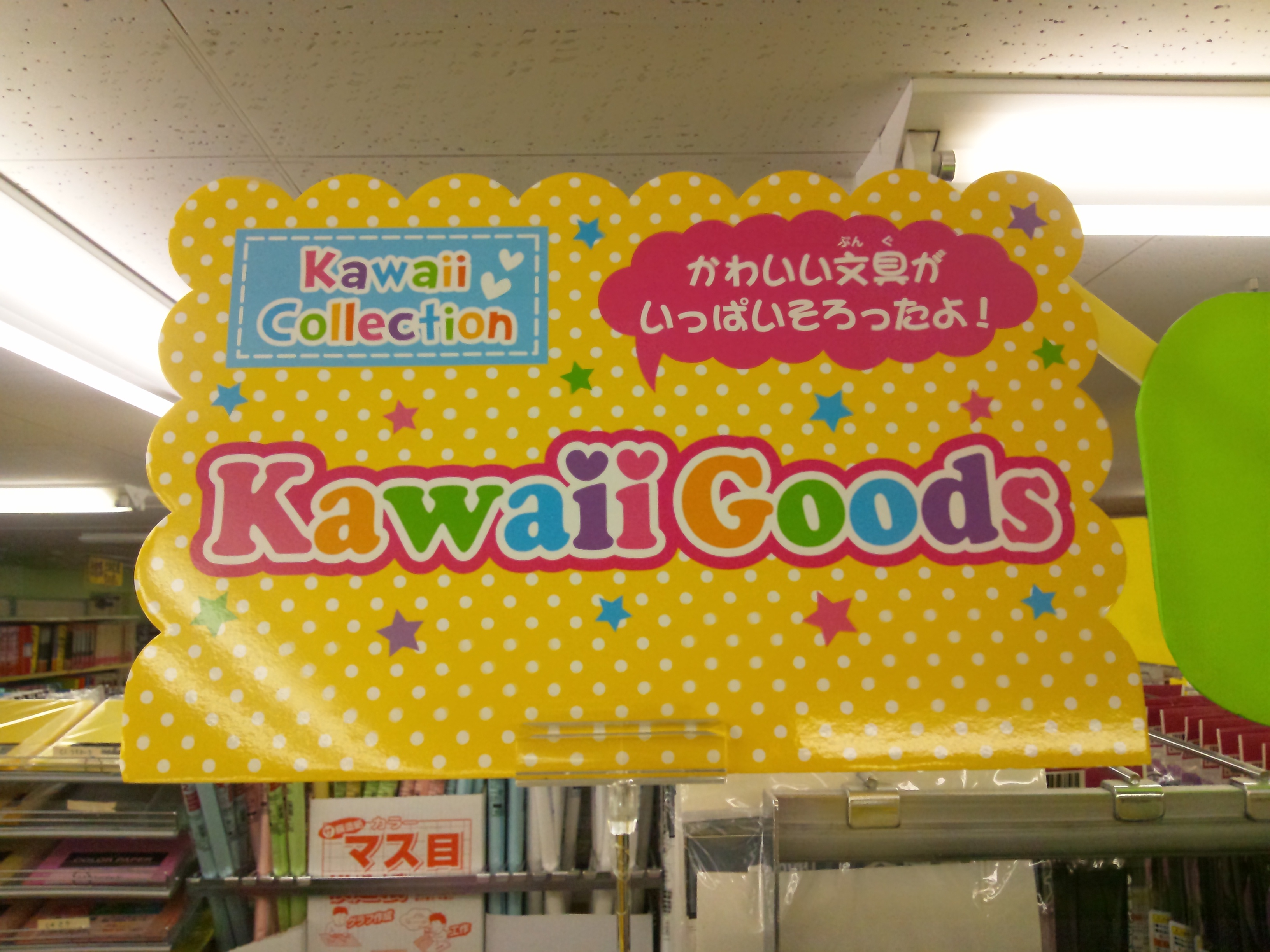
Kawaii zboží v 100-jenovém obchodě

Stalo se, že populární západní produkty nesplnily očekávání kawaii, a tak se jim na japonském trhu nedařilo. Například panenky pro děti Cabbage Patch Kids se v Japonsku neprodávaly dobře, protože Japonci považovali rysy jejich obličeje za „ošklivé“ a „groteskní“ ve srovnání s ploššími a téměř bezvýraznými tvářemi postav jako je Hello Kitty . Také panenka Barbie zobrazující dospělou ženu nebyla ve srovnání panenkou Takara's Licca v Japonsku úspěšná.

#### Průmysl

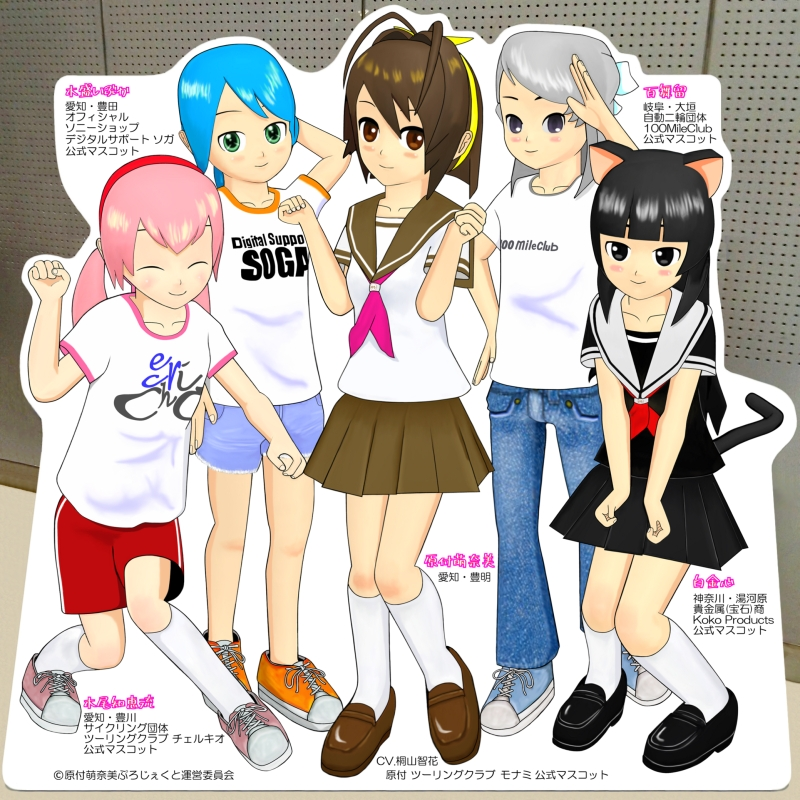
Komerční příklad Kawaii

Kawaii se postupně proměnilo z malé subkultury na důležitou součást japonské moderní kultury. Existuje velké množství moderních předmětů ve stylu kawaii, a to nejen v Japonsku, ale po celém světě. Postavy spojené s kawaii zažívají v těchto dnech ohromnou popularitu. Vidíme „globální roztomilé“ postavičky jako jsou Pokémon a Hello Kitty, jejichž prodej vynáší miliardy dolarů. „Díky podpoře internetových subkultur má Hello Kitty na eBay stovky položek na prodej a prodává se ve více než 30 zemích, včetně Argentiny, Bahrajnu a Tchaj-wanu.“
Japonsko se stalo motorem v kawaii průmyslu a obrázky s Doraemon, Hello Kitty, Pikachu, Sailor Moon a Hamtaro jsou často zobrazené na příslušenstvích mobilních telefonů. Profesor Tian Shenliang tvrdí, že budoucnost Japonska závisí na tom, jak velký dopad na lidstvo bude kawaii mít.

## Vliv na jiné kultury
Výrobky kawaii získávají na popularitě i za hranicemi Japonska – na dalších asijských trzích a také ve Spojených státech, zejména mezi mladými fanoušky anime a manga, a celosvětově mezi příznivci japonské kultury. Roztomilé zboží a výrobky jsou obzvláště oblíbené v dalších částech východní Asie, jako je Čína, Hongkong, Jižní Korea, Tchaj-wan a jihovýchodní Asie, jako jsou Filipíny, Singapur, Thajsko a Vietnam.